# Cordell Hull
Pour les articles homonymes, voir Hull.
Cordell Hull, né le 2 octobre 1871 dans le comté d'Overton (Tennessee) et mort le 23 juillet 1955 à Washington, D.C., est un homme politique et diplomate américain. Membre du Parti démocrate, il est représentant du Tennessee entre 1907 et 1921 puis entre 1923 et 1931, sénateur du même État entre 1931 et 1933 puis secrétaire d'État des États-Unis entre 1933 et 1944 dans l'administration du président Franklin Delano Roosevelt. En 1945, il reçoit le prix Nobel de la paix pour son rôle dans la fondation de l'Organisation des Nations unies.

## Biographie
Il est né dans une cabane de bois dans le comté d'Overton (Tennessee), de nos jours le comté de Pickett. Après des études de droit à l'université Cumberland, il est élu à l'Assemblée générale du Tennessee. Il sert à Cuba pendant la guerre hispano-américaine de 1898. En 1903, il rejoint le Tennessee et est nommé juge itinérant. En 1906, il est élu à la Chambre des représentants des États-Unis. En 1920, il perd son siège lors du raz-de-marée républicain et de 1921 à 1924, il préside le comité national du Parti démocrate. Il est réélu en 1922. En 1933, il vient d'être élu sénateur quand Franklin Delano Roosevelt, accédant à la présidence, en fait son secrétaire d'État ; il le reste pendant presque toute la présidence de celui-ci, ne quittant son poste que quelques semaines après la réélection de Roosevelt pour son 4e mandat. À ce jour, il détient le record de longévité à ce poste (11 ans et 9 mois).
L'homme « avait tout de l'aimable gentleman du Sud de la vieille école ». Un léger zézaiement renforçait l'« impression d'inoffensive bienveillance qui se dégageait de sa personne ». Mais ceux qui le connaissaient bien disait qu'il pouvait être d'une détermination implacable envers ses adversaires. Si l'homme était rempli de piété son rigorisme n'excluait pas un certain pharisaïsme.

### Secrétaire d'État des États-Unis
Franklin Delano Roosevelt le nomme secrétaire d'État malgré les mises en garde de cinq sénateurs qui le trouvaient « trop idéaliste sur le problème de l'abaissement des tarifs douaniers ». Pour Arthur Schlesinger, « Hull était en quelque sorte la conscience internationaliste de Roosevelt dans les questions économiques, une conscience à laquelle le président ne prêtait pas toujours l'oreille dans l'immédiat mais qui en général avait le mot de la fin ».
Il joue un rôle dans l’abandon du plan Morgenthau de désindustrialisation et de démantèlement de l’État allemand à la fin de la Seconde Guerre mondiale.
Le 19 octobre 1943, il représente les États-Unis à Moscou avec son homologue britannique Anthony Eden ; ils sont reçus par Viatcheslav Molotov. Le 27 octobre, ils sont reçus par Joseph Staline, avec Hastings Lionel Ismay et Clark Kerr.
Le 30 novembre 1944, il démissionne de son poste de secrétaire d'État en raison de problèmes de santé. 
Selon l'historien François Kersaudy, Cordell Hull est l'un des membres de l'administration Roosevelt ayant le plus poussé le président à troubler le jeu politique de la France libre, de manière à nuire au leadership du général de Gaulle, qu'il détestait, comme l'illustre l'épisode du ralliement de Saint-Pierre-et-Miquelon à la France libre. En novembre 1941, les Américains s'opposent à une action de De Gaulle en direction de Saint-Pierre-et-Miquelon, tenu par Vichy. Il passe outre et une flottille de la France libre aborde l'archipel le 24 décembre. Furieux, Cordell Hull publie une violente déclaration : « [...] l'action entreprise par trois bâtiments des soi-disants Français libres à Saint-Pierre et Miquelon était une action arbitraire, contraire à l'agrément de toutes les parties intéressées. », l'expression « soi-disant » étant jugée particulièrement choquante.
Sa critique de la France Libre et sa demande de réinstaller le gouverneur vichyste a été violemment contestée dans la presse américaine, qui a moqué le « soi-disant secrétaire d’État ».

## Idées politiques
Pour Arthur Schlesinger Jr, Cordell Hull avait deux grands mentors :
- Thomas Jefferson. Il connaissait par cœur des passages entiers de la déclaration d'indépendance.
- Benton McMillin (en), une personnalité du Tennessee qui avait combattu très longtemps au Congrès pour la diminution des droits tarifaires et pour l'impôt sur le revenu.

Libéral dans la tradition de William Ewart Gladstone, il est animé par l'« idéal jeffersonien de justice pour tous ». Sur le plan économique, il est proche de Woodrow Wilson et de son programme de Nouvelle Liberté et se méfie de la théorie du gouvernement de Theodore Roosevelt, trop dirigiste à son gré. Deux grands combats sont au centre de son engagement politique :
- La création de l'impôt sur le revenu, qui finalement voit le jour en 1913, après l'adoption du 16e amendement.
- La lutte contre les droits de douane protectionnistes.

En accord avec Roosevelt, il est l'un des promoteurs de l'anticolonialisme dès 1942, les États-Unis donnant alors une impulsion sans précédent au mouvement de décolonisation.

## Vie privée
Il se marie à Rose Frances (Witz) Whitney (1875–1954), d'origine juive, en 1917. Le couple n'eut pas d'enfant.